# Tratado de Brest-Litovsk

Fronteras impuestas por Alemania a Rusia en Brest-Litovsk

El Tratado de Brest-Litovsk fue un tratado de paz firmado el 3 de marzo de 1918 en la ciudad bielorrusa de Brest-Litovsk (entonces bajo soberanía rusa, actual Brest) entre el Imperio alemán, Bulgaria, el Imperio austrohúngaro, el Imperio otomano y la Rusia soviética. En el tratado, Rusia renunciaba a Finlandia, Polonia, Estonia, Livonia, Curlandia, Lituania, Ucrania y Besarabia, que a partir de entonces quedaron bajo el dominio y la explotación económica de los Imperios Centrales. Asimismo, entregó los territorios de Ardahan, Kars y Batumi al Imperio otomano. Con este tratado, Alemania reforzó el frente occidental con efectivos orientales.
La derrota alemana en la Primera Guerra Mundial anuló el tratado, y todas las pérdidas rusas habían sido recuperadas para 1940. Solamente Finlandia y Turquía, sucesora del Imperio otomano, conservaron los territorios recibidos en Brest-Litovsk.

## Antecedentes

### Últimas maniobras militares
La entrada del Imperio ruso en la Primera Guerra Mundial significó el incremento de las penurias económicas que sufrían sus habitantes, quienes en su mayoría vivían en situación de completa pobreza; las derrotas militares y la creciente incompetencia del régimen zarista exacerbaron el descontento de las masas rusas contra sus gobernantes. En febrero de 1917 el descontento popular contra la guerra fue uno de los factores que impulsaron la abdicación del zar Nicolás II, ante la amenaza de una sublevación masiva contra la monarquía. El Gobierno Provisional Ruso tomó el poder, aunque competía con el Sóviet de Petrogrado. Pese a que la mayoría de la población rusa deseaba concluir el conflicto contra los Imperios Centrales, Kérenski —primer ministro desde el verano y antes ministro de Defensa— se negó a terminar la guerra, argumentando que la incapacidad del mando militar zarista era la principal causa de las derrotas y que una victoria importante incrementaría la fortaleza de su gobierno.
Consciente de la inestable situación política en Rusia, el Gobierno del Imperio alemán decidió permitir la entrada en territorio ruso a Vladímir Lenin desde su exilio en Suiza, con el objetivo de ayudar al movimiento antibélico en Rusia, promovido por los bolcheviques y los anarquistas; los alemanes esperaban así debilitar más a Rusia «sembrando pacifistas». Lenin salió de Suiza y cruzó Alemania de sur a norte en un tren blindado; luego agentes del Gobierno alemán le facilitaron pasar a Dinamarca y desde allí pasó a Finlandia, entonces provincia del Imperio ruso. Por tierra, Lenin llegó a Rusia el 3 de abril de 1917, para liderar a los socialistas más extremos, denominados bolcheviques; para finales de este mes, dos millones de soldados rusos habían desertado en un período de dos meses.
La nueva ofensiva del Gobierno Provisional, llamada Ofensiva Kérenski, se convirtió en una jugada política clave para el sostenimiento del propio régimen. Los soviéticos, por su parte, ofrecían a las masas terminar la guerra bajo condiciones irreales, ya que aseguraban que podrían obtener la paz sin que Rusia debiera ceder territorio ni pagar indemnizaciones de guerra.
La Ofensiva Kérenski comenzó el 1 de julio y rápidamente se convirtió en un desastre, por la superioridad material de las tropas alemanas y la desmoralización de los soldados rusos, aún dirigidos por un cuerpo de oficiales de origen aristocrático mayormente incompetente. La efectiva propaganda soviética antibélica ya había hecho efecto en los soldados reclutados, en su mayoría campesinos, que veían a la guerra como un obstáculo para el inicio de la revolución y como una inútil pérdida de vidas, además de ser la causante de mayores penurias y privaciones para las masas. El 14 de julio, después de haber conseguido tímidos progresos, la ofensiva rusa se estancó, siendo la principal causa la deserción masiva de las tropas. Para septiembre, el frente oriental se empezó a desmoronar con un nuevo avance de los alemanes.
Intentando salvar al ejército ruso de su propia destrucción, el general Kornílov encabezó, en agosto, un fallido golpe de Estado, el golpe de Kornílov. La repercusión del golpe fue negativa para Kérenski: los conservadores le retiraron su apoyo luego de haber arrestado (traicionado según ellos) a los líderes golpistas, y las clases populares desconfiaron aún más de Kérenski, al que acusaron de haber apoyado inicialmente a Kornílov.
Para inicios de noviembre de 1917, la posición de Kérenski era lo suficientemente frágil para la ejecución de una «segunda revolución». Esta ocurrió el 7 de noviembre, con un exitoso levantamiento de los bolcheviques en San Petersburgo, que dio inicio a la Revolución Rusa.

### Negociaciones iniciales

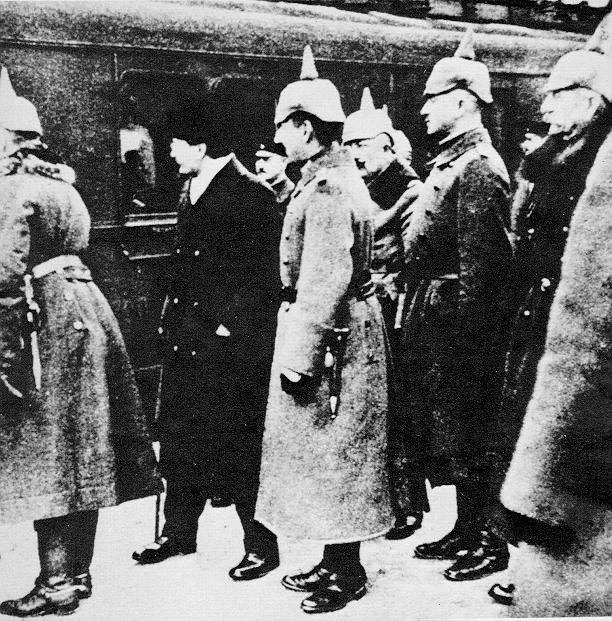
Trotski, con abrigo negro, llega a Brest-Litovsk al inicio de las negociaciones en diciembre de 1917.

La Revolución de Octubre, realizada en noviembre de 1917, llevó a Lenin y a los bolcheviques al poder. Inmediatamente se iniciaron las negociaciones para sacar a Rusia de la I Guerra Mundial. El 1 de diciembre se iniciaron las negociaciones para la firma de un armisticio. Se firmó el 16 de diciembre, suspendiéndose las maniobras militares en todo el frente oriental al día siguiente, desde Lituania hasta la Transcaucasia.
León Trotski, que era el comisario de Relaciones Exteriores del Gobierno bolchevique, trató de prolongar lo máximo las negociaciones, que se iniciaron en Brest-Litovsk el 22 de diciembre. Dicha localidad era donde estaba ubicado el cuartel general alemán del Frente Oriental. Trotski se reunió con los siguientes representantes enemigos: el comandante alemán del Frente Oriental, general Max Hoffmann, el secretario alemán de Relaciones Exteriores, Richard von Kühlmann, el ministro de Relaciones Exteriores austrohúngaro, el conde checo Ottokar Czernin, y el gran visir otomano, Talat Bajá.

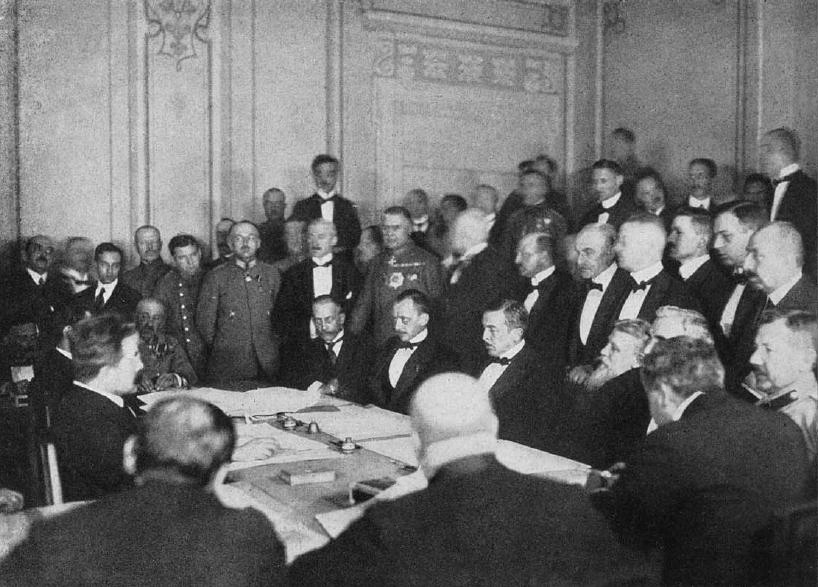
Delegados de las Potencias Centrales: de izquierda a derecha: el conde Ottokar Von Czernin, ministro de exteriores austrohúngaro, Richard von Kühlmann, su colega alemán, y Vasil Radoslavov, primer ministro búlgaro.

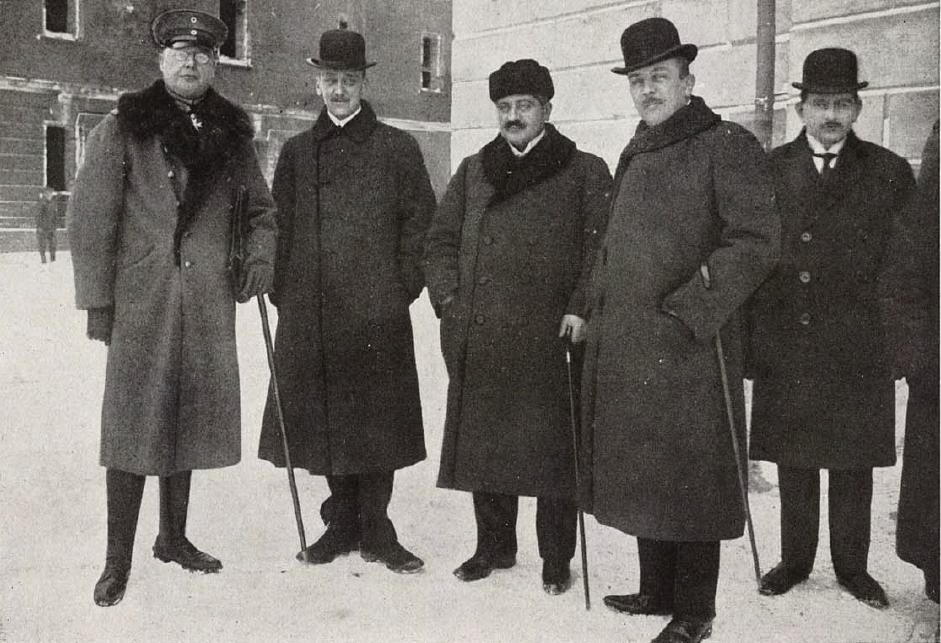
Representantes de las Potencias Centrales:de izquierda a derecha: Hoffman, general alemán, Von Czernin, ministro de Asuntos Exteriores austrohúngaro, Talaat Pasha, su colega otomano y Von Kühlman, su equivalente alemán.

Trotski se encontraba ubicado entre dos corrientes de los bolcheviques, cada una con distintas propuestas de finalizar la guerra.

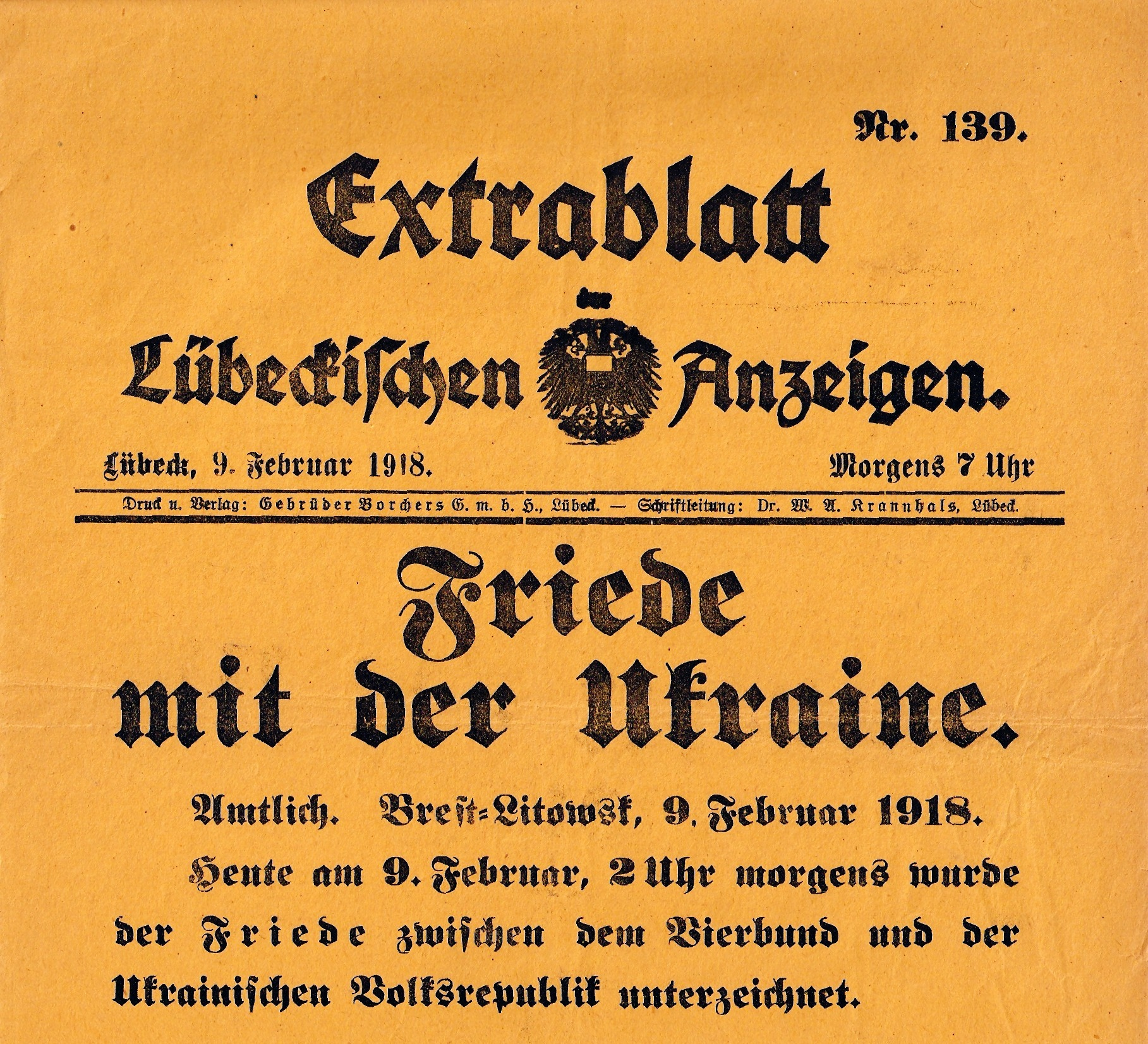
Edición especial del Lübeckischen Anzeigen.

Una fracción radical, liderada por Nikolái Bujarin, aseguraba que las negociaciones debían iniciarse con el mero objetivo de ganar suficiente tiempo para que el recién creado Ejército Rojo se fortaleciese. Bujarin indicaba que las negociaciones también revelarían las ambiciones territoriales de las Potencias Centrales, y que esto inspiraría a los obreros de Europa a alzarse en una lucha por el socialismo. Afirmaba que una paz duradera entre un Estado capitalista y una república socialista no era posible, y se oponía rotundamente a la firma de cualquier tratado.
La otra fracción, representada por Lenin, consideraba que, si bien la revolución obrera en Alemania era inminente, el Gobierno del káiser era muy fuerte todavía. Según Lenin, continuar la guerra significaría la efectiva invasión de Rusia por los alemanes y la caída del régimen bolchevique a causa de su propia debilidad militar. Afirmaba Lenin que el posterior estallido de otras «revoluciones soviéticas» en el resto de Europa permitiría a Rusia recuperar el terreno cedido a los alemanes, pero que era necesario que el Gobierno bolchevique ruso sobreviviera hasta entonces. De esta manera, aunque concordaba con alargar las negociaciones de paz lo más posible, la llegada de un ultimátum alemán debía forzar la firma de un tratado de paz, con el objetivo de sacar a la naciente Rusia soviética de la guerra a cualquier precio.
Trotski intentó conciliar ambas posturas, asegurando que si bien el joven Ejército Rojo era muy débil aún como para oponer una fuerte resistencia al avance alemán, la firma de un tratado de paz debilitaría la posición bolchevique, dándole credibilidad a las acusaciones de sus opositores políticos (el Movimiento Blanco dentro de Rusia, y los Gobiernos adheridos a la Triple Entente), que afirmaban que los bolcheviques habían estado aliados secretamente con Alemania durante toda la guerra para así alcanzar el poder en Rusia. Trotski deseaba alargar las negociaciones, en espera del ultimátum alemán, que rechazaría. Este rechazo debía desencadenar un levantamiento obrero en Alemania en contra de la guerra, pues Trotski creía que los obreros alemanes rehusarían continuar una guerra solo por ganancias territoriales a costa de Rusia que no beneficiarían a las masas trabajadoras. En 1925 Trotski escribiría:

Iniciamos las negociaciones de paz con la esperanza de que se alzasen los partidos obreros en Alemania y  el Imperio austrohúngaro, así como en las naciones de la Triple Entente. Por este motivo fuimos obligados a retrasar las negociaciones lo más posible para que el obrero europeo tuviera tiempo para entender el principal objetivo de la Revolución soviética y, particularmente, su política de paz.

El 10 de febrero de 1918, incapaz de seguir alargando las conversaciones de paz con las Potencias Centrales (que ya duraban casi dos meses) y ante la impaciencia de los representantes alemanes y austriacos, Trotski se retiró de la mesa de negociaciones, al tiempo que rechazaba de plano las duras condiciones de paz alemanas. Inmediatamente, los delegados alemanes le informaron que el armisticio finalizaría el 17 de febrero, cumpliendo así la condición de avisar al enemigo una semana antes de la rescisión; desde el día 18 tropas germanas reiniciarían las hostilidades. Ante la inminente reapertura del frente ruso, Lenin indicó a Trotski que el Gobierno soviético había hecho suficiente para explicar a los obreros europeos la situación y que era necesario firmar el tratado cuanto antes. Trotski se negó, con la esperanza de que con la reanudación de la ofensiva germana se iniciase el tan esperado alzamiento obrero y quizá también militar en Alemania y Austria-Hungría.
Las operaciones militares se reiniciaron así el 18 de febrero (Operación Faustschlag), y en menos de veinticuatro horas, Trotski quedó convencido de que el Ejército alemán era capaz de derrotar fácilmente al Ejército Rojo, ya que las tropas germanas habían avanzado docenas de kilómetros a lo largo del frente y durante todo el día sin hallar resistencia rusa y ocupando casi sin lucha todos los territorios que pudieron abarcar. El Gobierno bolchevique había prometido a los reclutas el fin de la guerra y estos soldados preferían desertar de sus posiciones antes que luchar nuevamente contra los alemanes. Esa misma noche, el Comité Central Bolchevique reunido en Petrogrado envió un telegrama a los alemanes aceptando las duras condiciones de paz, aunque la corriente encabezada por Bujarin siguió oponiéndose.

## Firma del Tratado
La respuesta alemana se demoró tres días, siendo recibida en Petrogrado durante la noche del 20 de febrero. Para aquel entonces los ejércitos invasores habían penetrado fácilmente a lo largo de todo el frente oriental y avanzaron en unos días más de lo que habían conseguido en los últimos tres años (Operación Faustschlag). Como se esperaba, las condiciones para la paz propuestas por Alemania se habían endurecido al comprobarse que la Rusia bolchevique no podía ofrecer resistencia militar seria, pero aun así los miembros del Comité Bolchevique quedaron impactados por la severidad de las nuevas condiciones. Dos días después, (el 22 de febrero), los bolcheviques abandonaron toda esperanza en el campo militar y accedieron a firmar la paz. Sin embargo, Bujarin y su facción siguieron insistiendo en continuar la guerra. Informados de esta decisión, los alemanes aceptaron de nuevo cesar las hostilidades, pero sin retroceder sus tropas.

### El Tratado
El 3 de marzo de 1918, Trotski, representando a la RSFS de Rusia, firmó el tratado de paz, compuesto por 14 artículos, en Brest-Litovsk. El Tratado puede ser condensado de la siguiente manera:
Artículo 1:
Se declara el fin de la guerra.
Artículo 2:
Los poderes firmantes suspenderán la propaganda contra el otro bando.
Artículo 3:
Rusia renuncia a cualquier reclamación sobre los territorios al oeste de la línea de influencia trazada previamente. El futuro estatus de dichos territorios será determinado por Alemania y Austria-Hungría.
Artículo 4:
Alemania continuará ocupando territorios al este de la línea de influencia trazada hasta que Rusia no desmovilice sus tropas.
Batumi, Kars y Ardahan serán despejados de tropas rusas y cedidas al Imperio otomano.
Artículo 5:
Rusia debe limpiar sus aguas de barcos de guerra de las otras naciones aliadas.
Rusia debe limpiar las aguas del Mar Báltico y Mar Negro de sus minas, e indicar las rutas de navegación seguras.
Artículo 6:
Rusia debe suspender la lucha contra la República Popular Ucraniana.
Rusia debe desocupar Estonia y Livonia, que serán ocupadas por policías alemanes. Rusia debe devolver a todos los habitantes de estas regiones que fueron deportados o arrestados.
Rusia debe desocupar Finlandia y las islas Åland, incluyendo sus puertos. Si el hielo no permite que los barcos rusos dejen los puertos, debe dejarse una tripulación mínima en los mismos.
Las islas Åland no deben volver a ser fortificadas.
Artículo 7:
Rusia debe reconocer que Persia y Afganistán son estados libres e independientes.
Artículo 8:
Los prisioneros de guerra de ambos bandos deberán ser liberados y devueltos a sus naciones de origen.
Artículo 9:
Ambos bandos renuncian a reclamar indemnizaciones de guerra.
Artículo 10:
Se reinician las relaciones diplomáticas entre ambos bandos.
Artículo 11:
Las relaciones económicas entre los bandos serán definidas en otros apéndices.
Artículo 12:
Las relaciones legales públicas y privadas serán discutidas en posteriores tratados, al igual que el intercambio de prisioneros y navíos mercantes en poder del otro bando.
Artículo 13:
Se define la autoridad de los textos firmados.
Artículo 14:
El Tratado debe ser ratificado en Berlín en un lapso inferior a dos semanas.
El Tratado fue ratificado el 15 de marzo. Después de firmar el Tratado, Trotski criticó al Reino Unido y a Alemania por llevar a cabo una lucha para la división del mundo, no una guerra defensiva. También declaró:

Estamos llevando a nuestro pueblo fuera de una guerra en anticipación a la inminente hora esperada, cuando los pueblos oprimidos de todas las naciones tomarán el destino en sus manos, de la misma manera que los trabajadores de Rusia han hecho... Estamos aquí para notificar al mundo nuestra intención de retirarnos de la guerra... Al mismo tiempo, declaramos que las condiciones propuestas por los gobiernos de Alemania y el Imperio austrohúngaro son fundamentalmente inconsistentes con los intereses de todos los pueblos. Los trabajadores de todas las naciones rechazan estas condiciones, incluyendo a los de Alemania y Austria-Hungría.

Asumiendo la responsabilidad por la humillante paz, Trotski renunció a su cargo de Comisario de Relaciones Exteriores poco después.

### Cambios territoriales

Cambios territoriales debidos al tratado.

La línea de influencia trazada significaba en la práctica la pérdida de enormes territorios controlados por Rusia desde hacía varias décadas, e incluso siglos.
- El Imperio otomano recibía los distritos Batumi, Kars y Ardahan. Dichos distritos habían sido administrados por el Imperio ruso desde el fin de la Guerra Ruso-Turca en 1878.

- El Imperio alemán recibía la administración de Polonia, la parte occidental de Bielorrusia, Curlandia y Lituania. Alemania ya había estado administrando Curlandia, Polonia y Lituania desde el comienzo de sus ofensivas en 1915.

- Se declaró que Letonia (Livonia), Estonia y Finlandia (con las islas Åland) serían independientes. Esta independencia sería asegurada por Alemania y Austria-Hungría.

- La República Popular Ucraniana fue reconocida por Rusia. Esta nación había sido proclamada en 1917 bajo auspicio alemán. La dependencia ucraniana de Alemania ya se había formalizado previamente en el Tratado de Brest-Litovsk de Ucrania el 9 de febrero de 1918.[8]

- En un segundo tratado firmado en Berlín el 27 de agosto del mismo año, se le sumó a Rusia el pago de una indemnización de guerra de seis mil millones de marcos alemanes de la época a Alemania.

De esta manera, el Imperio ruso perdía el territorio donde vivía casi un tercio de su población prebélica, un tercio de sus tierras cultivadas, y el 75 % de sus zonas industriales.

## Consecuencias
La derrota alemana en noviembre anuló este tratado, ya que no fue reconocido por los aliados en el Armisticio de Compiègne, firmado el 11 de noviembre de 1918. La caída de Alemania creó una situación de vacío en toda la antigua franja occidental del imperio zarista.
Aunque Finlandia, Estonia, Lituania y Letonia se habían declarado estados independientes, las Potencias Centrales buscaron la manera de instaurar monarquías en dichos territorios, cuyos jefes de Estado serían príncipes germanos. En efecto, en Lituania y Finlandia se nombraron monarcas de ascendencia germana. Se intentó hacer lo mismo en Letonia, Estonia y Polonia, pero la Revolución de Noviembre y la posterior derrota alemana en la guerra significaron el fin de los reinos germanos bálticos. Los monarcas de Lituania y Finlandia renunciaron a sus tronos sin siquiera haberlos ocupado por motivo de la revolución alemana.
Una sección del Gobierno de la época, los Socialrrevolucionarios de izquierda, se opuso públicamente a los efectos del Tratado. El 21 de junio de 1918, el almirante Alexéi Schastny fue ejecutado, después de que expresara su descontento con los bolcheviques, los catalogara de "agentes alemanes" y los acusara de "intentar entregar la flota al enemigo". Luego de que los Social Revolucionarios pronunciaran encendidas críticas contra las facciones de Lenin y Trotski en el V Congreso de los Sóviets, el 5 de julio, planificaron y ejecutaron el asesinato del embajador alemán en Rusia, Conde Wilhelm Mirbach, el 6 de julio. Poco después, se inició una revuelta en Moscú, conocida como la Revuelta de los Revolucionarios Socialistas de Izquierda, cuyo objetivo era levantar al pueblo contra los alemanes, pero fue reprimida por las fuerzas del Estado soviético.
Nikolái Bujarin fue juzgado en 1938, en el Juicio de los Veintiuno, parte de la Gran Purga de Stalin. Se lo acusó de ser líder del Bloque de Derechistas y Trotskistas, y, entre otras cosas, de haber conspirado para asesinar a Lenin tras la firma del Tratado de Brest-Litovsk. Varvara Yákovleva, otra trotskista, declaró en su contra. Yákovleva había sido condenada el año anterior por pertenecer supuestamente a un grupo terrorista. Declarado culpable, Bujarin fue ejecutado.

### Destino de los nuevos estados

#### Efectos efímeros
Los efectos del Tratado de Brest-Litovsk no fueron duraderos. Después de la guerra polaco-soviética, Ucrania y Bielorrusia establecieron Estados socialistas y se federaron con la RSFS de Rusia. De igual manera hicieron las naciones de la Transcaucasia entre 1920 y 1921 tras la toma del poder de los Partidos Comunistas; así como las naciones bálticas durante la Segunda Guerra Mundial. Polonia fue invadida por la Alemania nazi (véase Invasión alemana de Polonia de 1939) y la Unión Soviética recuperó las zonas de Bielorrusia que quedaron bajo control polaco tras la guerra polaco-soviética (véase Invasión soviética de Polonia de 1939). Solamente Finlandia conservó su independencia, aunque tuvo que realizar concesiones territoriales a Rusia después de las guerras de Invierno y de Continuación, por mantener el control de las regiones no finlandesas de Carelia.

#### Bielorrusia
Después de haber sido ocupada por Alemania entre 1917 y 1918, los nacionalistas bielorrusos proclamaron la creación de la República Popular Bielorrusa, también conocida como República Nacional Bielorrusa o República Democrática Bielorrusa, el 23 de marzo del mismo año.
Las aspiraciones alemanas de crear un estado colchón entre Alemania y Rusia finalizaron con la derrota alemana en la I Guerra Mundial. La retirada alemana colocó a Bielorrusia a merced de sus vecinos, la Rusia soviética y Polonia. Para el 2 de enero de 1919, los bolcheviques proclamaron en Smolensk la creación de la República Socialista Soviética de Bielorrusia. Un mes después, los bolcheviques dividieron la república socialista entre la RSFS de Rusia y la RSS Lituana-Bielorrusa, al despojar a Lituania de Vilna.
La RSS Lituana-Bielorrusa desapareció el 25 de agosto, cuando Polonia ocupó casi todo su territorio en la primera parte de la guerra polaco-soviética. Al cambiar el curso de la guerra, Rusia y Polonia decidieron dividirse los territorios bielorrusos en la Paz de Riga. La parte rusa se convirtió en la RSS Bielorrusa.
La parte bielorrusa bajo total control polaco fue ocupada por la Unión Soviética durante la invasión soviética de Polonia de 1939. Durante la invasión alemana de la Unión Soviética, en 1941, Bielorrusia fue ocupada, suscitándose una serie de asesinatos masivos y persecuciones contra los civiles, muriendo el 25% de la población. Después de la Operación Bagration, en 1944, Bielorrusia fue ocupada de nuevo por los soviéticos. Al finalizar la guerra, Polonia no recuperó los territorios bielorrusos que administraba, sino que fueron anexados a la RSS de Bielorrusia.
Los miembros de la República Nacional Bielorrusa fueron al exilio en 1919, pero no reconocen a la actual República de Bielorrusia como su sucesora política, ya que califican al Presidente Aleksandr Lukashenko de no ser demócrata.

#### Estonia
Después de que el Gobierno Provisional Ruso uniera a dos gobernaciones pobladas por estonios, Riga y Reval, les concedió autonomía bajo la forma de la Gobernación Autónoma de Estonia, en abril de 1917. La llegada al poder de los bolcheviques no fue reconocida por la Dieta estonia, la Maapäev, y este órgano se declaró la única autoridad legal en Estonia. Poco después, los bolcheviques ocuparon la región brevemente, ya que tuvieron que abandonarla a finales de febrero de 1918, ante la llegada de tropas alemanas. El 24 de febrero de 1918, los miembros de la Maapäev, que habían permanecido ocultos, proclamaron la independencia de Estonia, fecha celebrada todavía en la actual Estonia. La llegada de los alemanes a Tallin un día después, finalizó la esperanza de una verdadera autonomía.
Los alemanes crearon una asamblea provincial, dominada por los alemanes del Báltico, y se planteó la posibilidad de unir a Estonia con los otros pueblos bálticos, con el objetivo de formar el Ducado Báltico Unido, que sería un protectorado del Imperio Alemán.
La revolución de noviembre de 1918 acabó con la monarquía en Alemania, y con los planes alemanes de establecer un estado germano báltico que incluyera a Estonia. El 19 de noviembre, Konstantin Päts recibió el control de Estonia de los ocupantes alemanes, que iniciaron su retirada. No obstante, el comandante alemán, Rüdiger von der Goltz, tomó el mando de los Baltische Landeswehr y la División de Hierro, grupos paramilitares formados por soldados alemanes y alemanes bálticos estacionados en Letonia, cuyo objetivo era la defensa de los territorios bálticos contra los soviéticos.
Durante la guerra de independencia de Estonia, los estonios afrontaron una invasión del Ejército Rojo, que capturó Narva el 29 de noviembre. La ayuda británica y finlandesa fue fundamental para formar rápidamente un ejército nacional capaz de montar una contraofensiva. Para febrero de 1919, los soviéticos habían sido expulsados de Estonia, y el frente seguía al río Narva. Luego la guerra se dirigió al sur, ya que los alemanes de la Baltische Landeswehr, aprovecharon que los Aliados les permitieron quedarse en Letonia para subir al poder a un gobierno progermano. Después exigieron a las fuerzas de Estonia que se retirasen de los territorios norteños letones, pero estos últimos se negaron, sospechando una posterior invasión germana. Los ejércitos nacionales de Estonia y Lituania se enfrentaron a los germanos en la batalla de Wenden, siendo derrotados los últimos. La guerra con los bolcheviques continuó, y tras una fallida ofensiva estonia sobre Petrogrado en septiembre de 1919, los bolcheviques rusos llevaron el frente de vuelta a la frontera natural con Estonia. El 3 de enero de 1920 cesaron las hostilidades, dando pasó a la elaboración de un tratado de paz.
El 2 de febrero de 1920, Estonia y la Rusia soviética firmaron el Tratado de Tartu, donde quedaron definidas las fronteras entre ambos Estados, y en el cual Rusia renunciaba al control sobre Estonia "para siempre". A diferencia de la Estonia actual, esta república poseía territorios al este del río Narva.
Estonia mantuvo una política de neutralidad durante el período de entreguerras. En el Pacto Mólotov-Ribbentrop, firmado en agosto de 1939, la Unión Soviética obtuvo la aprobación alemana para recibir a Estonia en su esfera de influencia. Después de la invasión de Polonia, la Unión Soviética exigió tener bases militares en Estonia, petición que fue aprobada por el gobierno de este país el 28 de septiembre.

Pérdidas territoriales de Estonia al ser anexionada de nuevo a la Unión Soviética en 1945.
Pérdidas
Territorio conservado

El 14 de junio de 1940, la Unión Soviética bloqueó a Estonia por mar, mientras la atención internacional se encontraba fija en la conquista alemana de Francia. Dos días después, los soviéticos exigieron que el gobierno de Estonia permitiera su ocupación militar, acusándolos de conspirar contra la Unión Soviética. Al día siguiente, los soldados soviéticos estacionados en sus bases dentro de Estonia, salieron a las calles y tomaron el poder. El 21 de julio, Estonia fue proclamada como república socialista, y el 6 de agosto fue anexionada a la Unión Soviética bajo el nombre de República Socialista Soviética de Estonia. Las principales democracias occidentales de la época, Estados Unidos y el Reino Unido, nunca reconocieron esta anexión oficialmente.
Durante la invasión alemana de la Unión Soviética, los ejércitos germanos alcanzaron Estonia de nuevo en julio de 1941. Estonia fue administrada entonces bajo el Reichskommissariat Ostland, sin autonomía. Varios estonios se unieron a las Waffen-SS para luchar contra los soviéticos, formándose la 20.ª División de Granaderos SS, también conocida como la.1.ª División Estonia. Durante la ocupación alemana, en Estonia se estableció el centro de exterminio de Vaivara, siendo llevados allí judíos y gitanos de regiones vecinas. Afortunadamente, la mayoría de los judíos de Estonia había escapado antes de la llegada de las Einsatzgruppen.
El dominio de Alemania sobre Estonia fue breve: para mediados de 1944, la línea del frente oriental había retrocedido al Narva, y para septiembre de ese mismo año, los soviéticos retomaron el control de Estonia.
Estonia estuvo bajo control de Rusia hasta el 31 de agosto de 1994, cuando los soldados de Rusia la evacuaron finalmente.

#### Finlandia

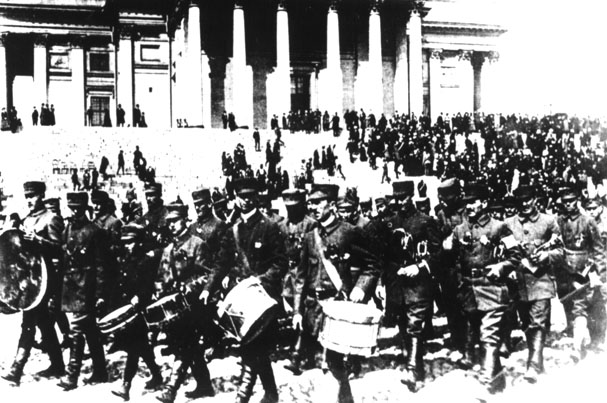
Soldados finlandeses y alemanes desfilan por Helsinki en mayo de 1918.

De todas las naciones creadas en el Tratado de Brest-Litovsk, solamente Finlandia logró conservar su independencia frente a Rusia. Después de haber experimentado una terrible guerra civil, los sectores conservadores, liderados por el general Mannerheim, derrotaron a los grupos socialdemócratas y comunistas, apoyados por los bolcheviques rusos. Tras la firma del Tratado de Brest-Litovsk, Alemania desembarcó tropas en Hanko y tomó Helsinki el 13 de abril de 1918. El 16 de mayo se celebró la victoria de la "Finlandia Blanca", después de que los rusos se retiraran de Finlandia.

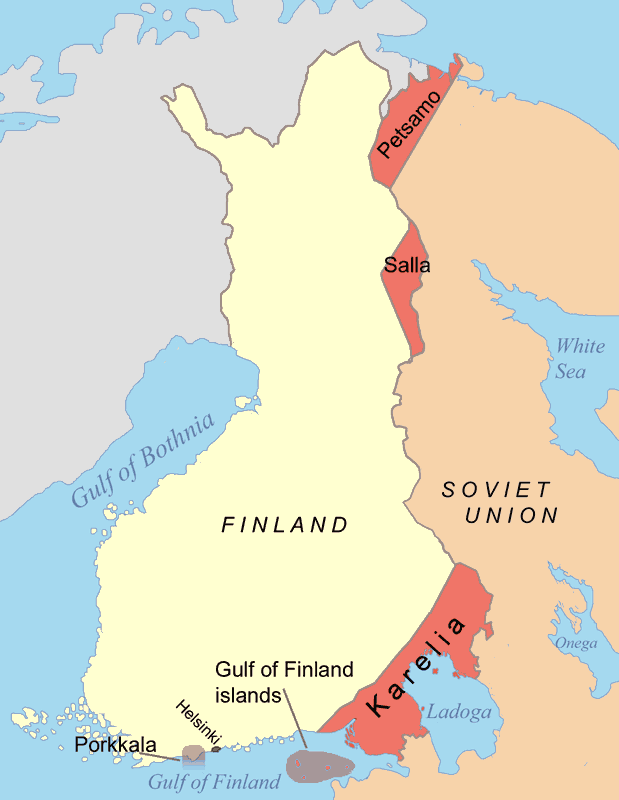
Después de intentar ocupar Finlandia en 1940, la Unión Soviética se conformó con ocupar los territorios mostrados en 1944.

El 9 de octubre, el Senado finlandés designó como Rey electo a Federico Carlos de Hesse-Kassel, un príncipe alemán, cuñado del Emperador Guillermo II. La derrota alemana y la abolición de la monarquía germana significaron el fin del Reino de Finlandia. El Príncipe Federico nunca fue coronado Rey, ni siquiera llegó a visitar Finlandia, y renunció el 14 de diciembre de 1918. De esta manera, Finlandia se convirtió en una República independiente, siendo su primer presidente Kaarlo Juho Ståhlberg.
Entre 1918 y 1920, voluntarios finlandeses llevaron a cabo una serie de incursiones en territorio ruso, conocidas como Heimosodat, cuyo objetivo era la creación de la Gran Finlandia. Finalmente, se firmó el Tratado de Tartu con Rusia el 14 de octubre de 1920, en el que se definieron las fronteras ruso-finlandesas. Finlandia desocupó algunas regiones en la Carelia ocupadas por los voluntarios, a cambio recibió una salida al océano Ártico a través de la devolución de Petsamo.
La frontera de 1920 sufriría grandes modificaciones tras la Segunda Guerra Mundial. Después de sufrir un fallido intento de invasión soviética entre 1939 y 1940 (véase Guerra de Invierno), Finlandia perdió el acceso al lago Ládoga. En 1941 participó junto a la Alemania Nazi en la invasión de la Unión Soviética, específicamente en las regiones de Carelia y alrededor del Ládoga y Leningrado (véase Guerra de Continuación). Finlandia logró recuperar los territorios perdidos en 1920 y 1940, pero al revertirse el curso de la guerra en contra de Alemania, los finlandeses de nuevo tuvieron que redefinir sus fronteras con la Unión Soviética en 1944. En el Armisticio de Moscú, Finlandia realizó mayores concesiones territoriales, y perdió su salida al océano Ártico.
A pesar de que Finlandia afrontó intervenciones militares rusas desde su 1918 hasta 1944, la eficacia de sus ejércitos, la temporal debilidad soviética y la provechosa alianza con Alemania evitaron que fuera ocupada. De esta manera, Finlandia no cayó en la esfera de influencia soviética durante la Guerra Fría, aunque siempre evitó irritar a su vecino oriental, una política conocida como Finlandización.

#### Letonia

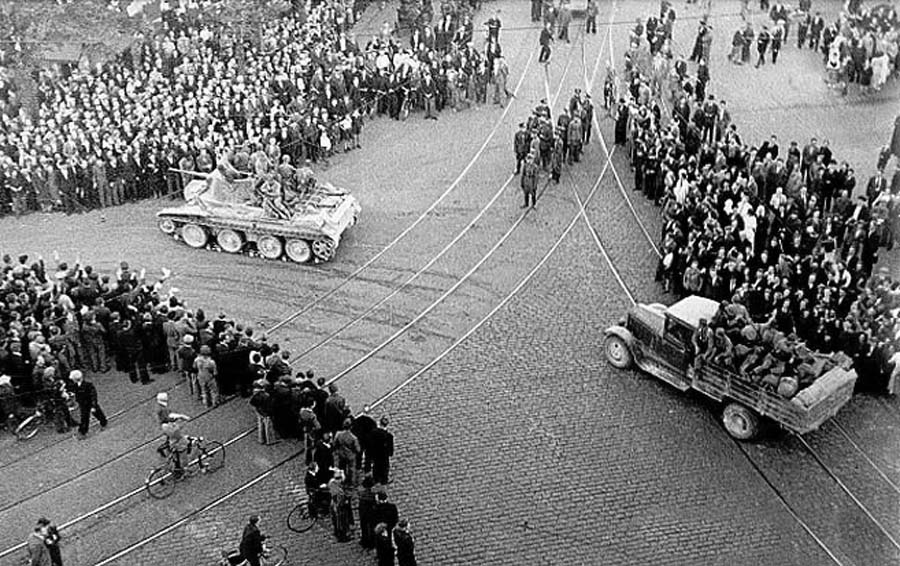
Tanques soviéticos entran a Riga en 1940.

La historia de Letonia tras la Primera Guerra Mundial, está ligada a la de Estonia. El 15 de enero de 1918, los nacionalistas letones proclamaron la república, pero Alemania en realidad controlaba la región. Después de que Alemania firmara el armisticio de Compiègne, los letones proclamaron la independencia de Letonia el 18 de noviembre de 1918. No obstante, Alemania recibió el apoyo de los Aliados para que algunos grupos germanos armados permanecieran en los territorios de Letonia, frustrando los planes de un estado letón verdaderamente independiente. Esto se hizo con el objetivo de proteger el Báltico de los bolcheviques rusos, que ya estaban ocupando regiones al este de Letonia, incluyendo a Riga.
Las fuerzas germanas, las Baltische Landeswehr, iniciaron entonces una lucha dual contra los rusos bolcheviques y los nacionalistas bálticos. Los estonios acudieron en ayuda de los nacionalistas letones, y en la batalla de Wenden, derrotaron a los germanos. Los alemanes fueron obligados a retirarse a su país, y las Landeswehr pasaron a estar bajo control aliado.
En la batalla de Daugavpils, los ejércitos de Polonia apoyaron a Lituania contra el Ejército Rojo, logrando una victoria decisiva. El 20 de agosto de 1920, la Rusia Soviética reconocería la independencia de Letonia.
En 1939, poco después de la invasión soviética de Polonia, Estonia, Letonia y Lituania fueron presionadas por la Unión Soviética para que permitieran el establecimiento de bases militares en sus territorios. El gobierno de Letonia accedió el 5 de octubre de ese mismo año. El 16 de junio de 1940, al mismo tiempo que Alemania conquistaba Francia, la Unión Soviética invadió Letonia. El presidente Kārlis Ulmanis fue arrestado y murió en 1941 de camino a una prisión en Turkmenistán. El 5 de agosto, Letonia es anexionada por la Unión Soviética bajo el nombre de República Socialista Soviética de Letonia, y se inicia el "año del terror".
El 10 de julio de 1941, los ejércitos alemanes ocuparon totalmente Letonia, que fue administrada conjuntamente con Lituania y Estonia en el Reichskommissariat Ostland. Los nazis emprendieron una campaña contra judíos, gitanos y "elementos comunistas". Muchos lituanos se alistaron en las Waffen SS para luchar en el frente ruso (véase 15.ª División de Granaderos SS).

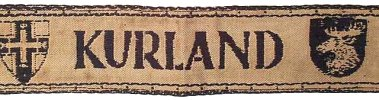
Brazalete para los soldados alemanes atrapados en Curlandia entre 1944 y 1945.

Al revertirse el curso de la guerra, los soviéticos avanzaron hacia Letonia, capturando Riga el 13 de octubre de 1944. Muchas unidades del Grupo de Ejércitos Norte alemán no pudieron retirarse a tiempo, y quedaron atrapadas en Curlandia, formándose la bolsa de Curlandia. Curlandia se llenó entonces de soldados alemanes y letones, así como de civiles, que temían la represión soviética. Hitler nunca autorizó la evacuación de Curlandia, y el 9 de mayo de 1945, el Grupo de Ejércitos Curlandia se rindió. No obstante, unos 150 mil letones escaparon a Alemania y Suecia en botes.
Letonia formó parte de la Unión Soviética hasta 1991, cuando fue aceptada su independencia el 21 de agosto.

#### Lituania

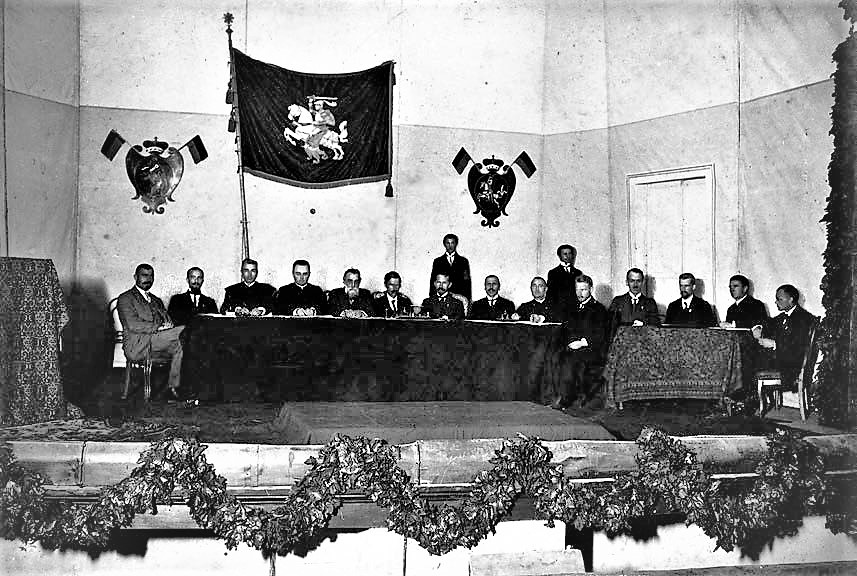
Conferencia de Vilna de septiembre de 1917, primer paso para la formación de un estado lituano.

Después de haber sido ocupada por los alemanes en 1915, Lituania declaró su independencia el 16 de febrero de 1918. El Tratado de Brest-Litovsk formalizó el control germano sobre Lituania, pero el Consejo de Lituania decidió elegir a un príncipe de Mónaco como Rey, bajo el nombre de Mindaugas II. Durante la Revolución de Noviembre, el Consejo de Lituania convirtió a su país en una república, aboliendo la monarquía, y con la derrota alemana en la I Guerra Mundial, la posibilidad de un estado lituano independiente cobró fuerza.
Una de las primeras decisiones del primer gobierno lituano fue la formación de un ejército nacional, decisión inteligente, ya que muy pronto se encontró luchando contra los alemanes, rusos y polacos (véase Guerra de Independencia de Lituania).

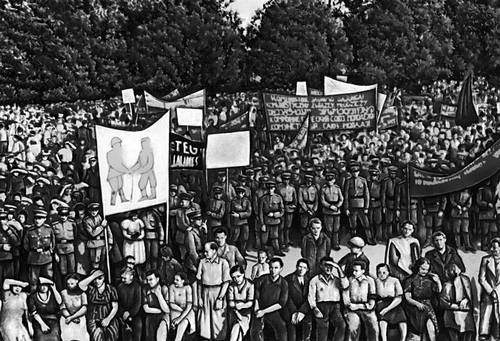
Lituanos celebran la ocupación de su país por el Ejército Rojo en 1940.

La primera amenaza sobre Lituania la constituyó una invasión de la Rusia soviética, que ocupó la mitad oriental del país. El gobierno, ubicado en Kaunas, envió a su ejército, formado bajo auspicio alemán, a luchar contra los bolcheviques a inicios de 1919. Grupos de mercenarios alemanes liderados por Rüdiger von der Goltz, ayudaron a los lituanos a repeler a los bolcheviques, que querían esparcir la revolución mundial. El 27 de febrero, los bolcheviques proclamaron la República Socialista Soviética Lituana-Bielorrusa, pero tuvieron que abandonar Vilna el 19 de abril, debido al avance del ejército polaco hacia la región. Desde entonces, Lituania reclamó Vilna como su capital histórica, pero quedó bajo control polaco.
La derrota bolchevique a mediados de 1919, significó el cambio de rumbo de los voluntarios alemanes, que se unieron a las fuerzas de Pável Bérmondt-Aválov. Bérmondt había recibido permiso y recursos de Alemania para tomar prisioneros de guerra rusos y enviarlos a luchar contra los bolcheviques, principalmente en Letonia, con los bolcheviques en retirada, los hombres de Bérmondt tomaron el control de diversas regiones en Letonia y Lituania, incluyendo Riga, pero las fuerzas nacionales de los países bálticos lograron expulsarlos para finales de 1919.
Durante la guerra polaco-soviética, Vilna fue capturada por el Ejército Rojo. Tras la Batalla de Varsovia, los soviéticos se retiraron de Polonia, y entregaron el control de Vilna a Lituania. Además, el 12 de junio de 1920, los rusos reconocieron la independencia de Lituania, y su derecho a la región de Vilna. Bielorrusia y Polonia no aceptaron esto.
Tras una breve guerra, guerra polaco-lituana, en que los polacos ocuparon la mayoría de los territorios disputados, se acordó un cese al fuego. No obstante, el general polaco Lucjan Żeligowski no lo respetó, y se hizo con Vilna, declarando la República de Lituania Central el 12 de octubre de 1920, un estado títere polaco. El 22 de marzo de 1922, esta república fue anexionada por Polonia, decisión que no fue reconocida por Lituania.
Después de la invasión soviética de Polonia de 1939, Lituania recibió Vilna de los soviéticos el 10 de octubre. El 23 de marzo de ese mismo año, Alemania había ocupado Memel, hasta entonces bajo control lituano.
Siguiendo las cláusulas secretas del pacto Mólotov-Ribbentrop, la Unión Soviética ocupó Lituania el 15 de junio de 1940, después de que el gobierno lituano cediera ante un ultimátum soviético. El 21 de julio, Lituania fue incluida en la Unión Soviética bajo el nombre de República Socialista Soviética de Lituania.
Durante la invasión alemana de la Unión Soviética, activistas lituanos declararon la independencia de Lituania el 24 de junio de 1941. Los alemanes decidieron no disolver el nuevo gobierno lituano, pero gradualmente lo despojaron de sus poderes. Lituania fue administrada entonces junto con Estonia y Letonia en el Reichskommissariat Ostland, aunque algunas regiones fueron anexionadas a Alemania. La gran población judía lituana fue perseguida y exterminada por los nazis durante la ocupación. No obstante, los lituanos rehúsaron formar parte de las Waffen-SS.
Para mediados de 1944, el Ejército Rojo inició la captura de Lituania. Después de la batalla de Memel, Lituania quedó bajo total control soviético. Lituania, junto con la región de Vilna, permaneció bajo control soviético hasta septiembre de 1991, cuando su independencia fue reconocida por la URSS.

#### Polonia

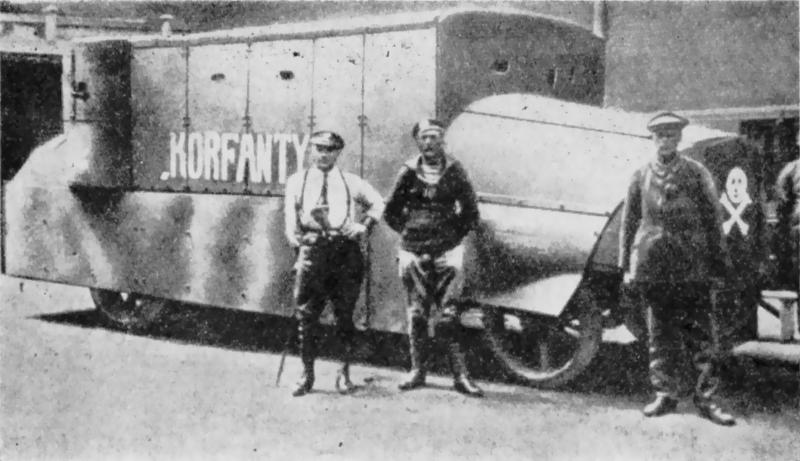
Polacos improvisan un blindado para luchar contra los alemanes en 1920, con el objetivo de anexionar la Alta Silesia a Polonia.

La mayor parte de lo que había sido la Mancomunidad de Polonia-Lituania había sido absorbida por el Imperio ruso durante las Particiones de Polonia. Prusia y Austria, antecesoras del Imperio alemán y Austro-Húngaro respectivamente, asimilaron otras regiones con población polaca bajo sus territorios.
Desde el verano de 1915, Alemania y Austria-Hungría habían ocupado todos los territorios históricamente polacos, gracias a la eficacia de la ofensiva de Gorlice-Tarnów. Los alemanes propusieron la creación de un Reino de Polonia el 5 de noviembre de 1916. La elección de un rey fue pospuesta, siempre considerándose como candidatos a miembros de la nobleza de la Casa de Habsburgo. La independencia de este estado polaco ocupado militarmente era dudosa, y el gobernador general alemán, coronel general Hans Hartwig von Beseler, ejercía el poder de facto.
Con la firma del Armisticio de Compiègne, el gobernador von Beseler cedió el poder al General polaco Józef Piłsudski el 11 de noviembre de 1918. Esta migración de poder significó el establecimiento del primer estado polaco independiente en más de doce décadas. Tras una sublevación polaca en territorios de Alemania, Polonia ganó más terreno. En el Tratado de Versalles, se reconoció internacionalmente la independencia polaca, y su frontera occidental fue definida, siendo la creación de un corredor polaco una de las innovaciones más polémicas. Si bien Polonia estuvo en paz con Alemania, su integridad territorial estaba lejos de ser segura.

La ofensiva soviética que casi acaba con la independencia de Polonia en 1920.

En efecto, algunas regiones pobladas por ucranianos dentro de Austria-Hungría declararon sus intenciones de independizarse bajo el nombre de la República Nacional de Ucrania Occidental, en octubre de 1918. Dichas regiones incluían a Galitzia, la Rutenia Transcarpática y la Bukovina. La República Popular Ucraniana había negociado secretamente dichos territorios con los austro-húngaros desde febrero del mismo año, siendo decepcionada finalmente. La mayoría polaca en Leópolis, capital de nuevo estado, no deseaba formar parte de una Ucrania occidental, e iniciaron un levantamiento antiucraniano. Dicho levantamiento recibió rápido apoyo polaco, lo que motivó que las dos repúblicas ucranianas se unieran en enero de 1919 (véase Guerra Polaco-Ucraniana). Esta unión fue simbólica, ya que no significó ninguna mejoría para la situación militar de los ucranianos de la Galitzia. Para julio de 1919, los ejércitos ucranianos fueron derrotados y los territorios de la Ucrania occidental fueron asimilados por Polonia. Dicha anexión no sería reconocida por la Sociedad de Naciones hasta marzo de 1923.
La República Popular Ucraniana reconoció las ganancias polacas en el oeste, a cambio de recibir apoyo en la Ofensiva de Kiev, cuyo objetivo era asegurar la creación de un estado ucraniano con fronteras sólidas ante los bolcheviques. El inicio de la Guerra Polaco-Soviética no deparó los resultados esperados: una contraofensiva soviética devolvió a los polacos a sus fronteras y aún más allá. Para inicios de agosto de 1920, unidades del Ejército Rojo, comandadas por el comandante Mijaíl Tujachevsky, se acercaron a Varsovia, en lo que se consideraba el último paso de la subyugación de Polonia. El resultado de la batalla de Varsovia dio un vuelco sorprendente el 16 de agosto, cuando tropas de reserva al mando del general Józef Piłsudski contraatacaron, expulsando a los soviéticos de Polonia. Una segunda derrota importante en la batalla del Río Niemen, motivó a los bolcheviques a proponer un tratado de paz. Polonia, exhausta, aceptó definir una nueva frontera tras una serie de cortas negociaciones. La nueva frontera fue plasmada en la Paz de Riga. Durante la guerra, los territorios destinados para el estado ucraniano, fueron absorbidos por Polonia y la recién establecida Ucrania soviética.
Polonia también luchó dos guerras cortas contra Checoslovaquia y Lituania en 1919 y 1920 respectivamente (véase Conflicto fronterizo polaco-checoslovaco y Guerra Polaco-Lituana), ganando la última y logrando un arreglo fronterizo en la primera.
Aunque la política polaca durante el período de entreguerras estipulaba que la alianza militar con Francia obtenida en los Tratados de Locarno era la mejor garantía contra Alemania y la Unión Soviética, esto no impidió que Polonia firmara pactos de no-agresión con los soviéticos en 1932. Aunque los bolcheviques amenazaron con romper el pacto si Polonia ocupaba territorios checoslovacos durante la Crisis de los Sudetes, estas amenazas no se cumplieron, y Polonia se anexionó Zaolzie y otras regiones con minorías polacas. Este pacto fue reafirmado en 1938.
Polonia también firmó un pacto de no-agresión con la Alemania Nazi en 1934. Después de que los polacos se negaran a permitir que la Ciudad libre de Dánzig fuera devuelta a Alemania, Hitler anuló el pacto en abril de 1939. Para aquel momento, la política exterior alemana había cambiado el rumbo expansionista del Tercer Reich hacia el este. Por este motivo, el gobierno alemán planificó la eventual invasión de Polonia.
Antes de ordenar la ejecución del Caso Blanco, nombre clave para la invasión de Polonia, Hitler consultó a su Ministro de Relaciones Exteriores, Joachim von Ribbentrop, quien le aseguró que el Reino Unido y Francia no declararían la guerra a Alemania, siguiendo la política de apaciguamiento. Hitler también intentó convencer a Benito Mussolini de que Italia entrara en un eventual conflicto europeo, pero vio frustrado sus planes. Finalmente, Alemania se aproximó al gobierno soviético, y el 23 de agosto de 1939, se firmó el Pacto Ribbentrop-Mólotov, un pacto de no-agresión entre Alemania y la Unión Soviética.
El 1 de septiembre de 1939, Alemania invadió a Polonia. Dos días después, el Reino Unido y Francia le declararon la guerra al país agresor, dando inicio a la Segunda Guerra Mundial en Europa. El 17 de septiembre, comenzó la invasión soviética de Polonia. Los ejércitos germanos y soviéticos no se atacaron entre sí, y se dividieron Polonia, como habían acordado en las cláusulas secretas del Pacto Ribbentrop-Mólotov.
Alemania administró el núcleo de los territorios polacos bajo su control bajo la forma del Gobierno General, siendo anexionadas por Alemania las regiones más occidentales. Por su parte, los territorios polacos ocupados por los soviéticos fueron ocupados finalmente por Alemania durante la invasión de la Unión Soviética en junio de 1941. Durante la ocupación extranjera de Polonia, se suscitaron una serie de matanzas y persecuciones contra civiles y militares polacos.
La ofensiva del Vístula-Óder colocó a Polonia bajo control soviético de nuevo. Desde 1944 hasta 1989, Polonia estuvo detrás del telón de acero, es decir, bajo control soviético, bajo la forma de la República Popular de Polonia. Sus fronteras, establecidas en la Conferencia de Potsdam, sufrieron un cambio drástico, ya que la «Línea Curzon A», establecida en el oriente, despojó a Polonia de territorios que recuperó en el oeste bajo la «Línea Oder-Neisse», a expensas de Alemania.

#### Transcaucasia

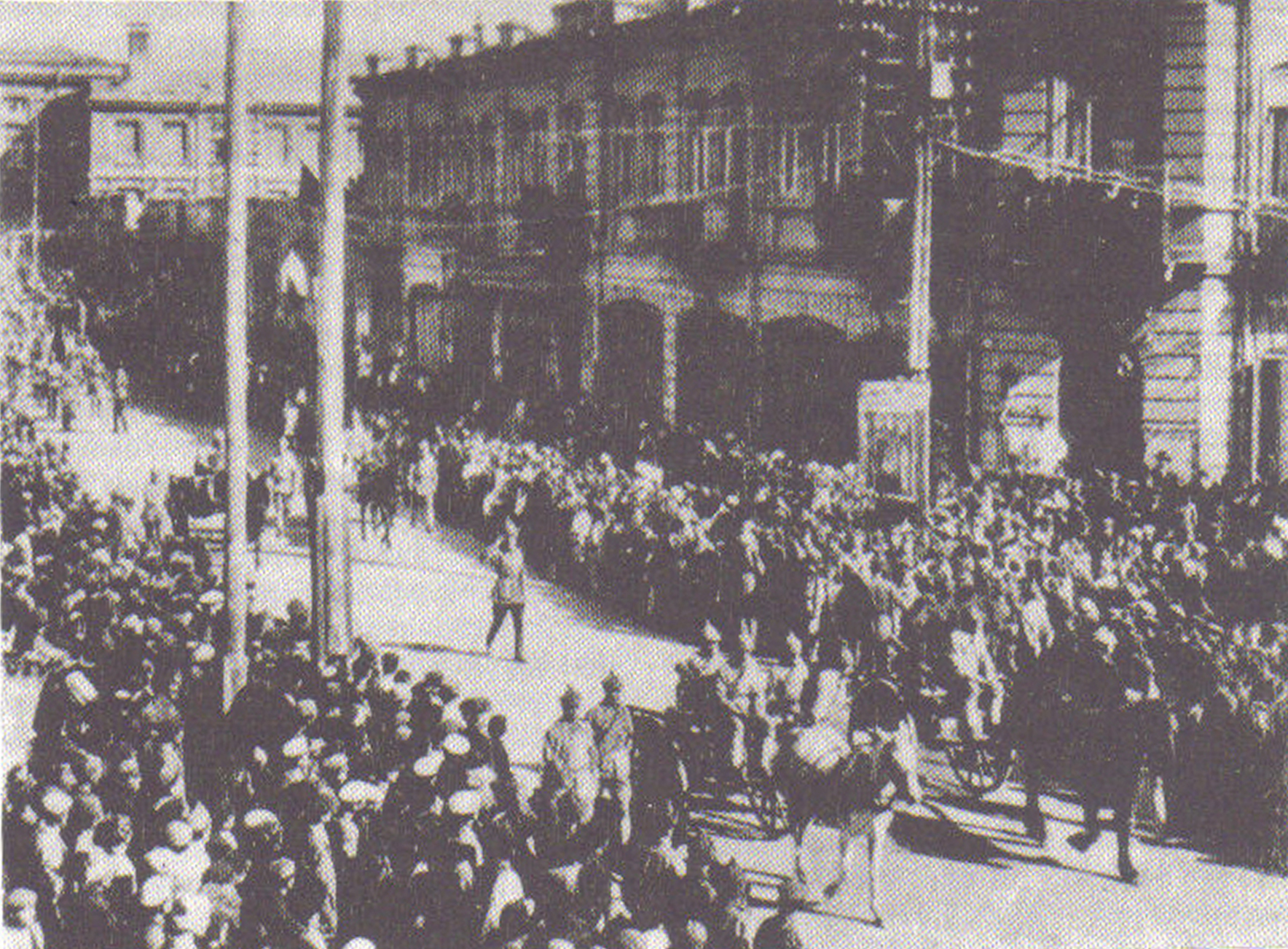
El Ejército Rojo entra a Ereván, RD de Armenia, en 1920.

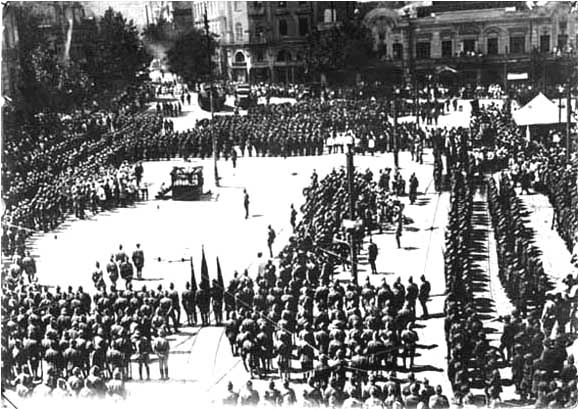
El Ejército Rojo entra a Tiflis, RD de Georgia, en 1921.

En 1917, las naciones de la Transcaucasia rusa, Georgia, Armenia y Azerbaiyán, habían obtenido mayor autonomía, producto de la inestabilidad política en Rusia. La ocupación de Batumi, Kars y Ardahan por el Imperio otomano afecta directamente a Georgia y a Armenia, quienes poseían población étnica en aquellas regiones. En abril de 1918, las tres naciones transcaucásicas proclaman su autonomía bajo una federación: República Federativa Democrática Transcaucásica. Dicha Federación proclama ser independiente de Rusia, que no le había prestado apoyo en la defensa de las regiones cedidas en Brest-Litovsk, y pretende formar un frente sólido contra los turcos otomanos, aunque Azerbaiyán se niega a pelear con Turquía. El 26 de mayo, Georgia se separa de la Federación, buscando mejores fronteras por medio de la mediación alemana. Armenia y Azerbaiyán siguen su ejemplo dos días después.
Antes del Armisticio de Mudros, la situación en la Transcaucasia se perfila favorable para los turcos otomanos. En efecto, Georgia se ha convertido en un protectorado alemán, cediendo las regiones disputadas al Imperio otomano. Armenia había perdido la mitad de su territorio luego de que firmara el Tratado de Batum, presionada militarmente por los turcos. Azerbaiyán había sido ocupada por los otomanos, que expulsaron a los británicos del país, que a su vez se oponían al partido Musavat.
La derrota otomana en la I Guerra Mundial significa la reversión de las ganancias turcas. Los británicos ocupan de nuevo Azerbaiyán, y Armenia obtiene enormes territorios en el Tratado de Sèvres, firmado en agosto de 1920, acercándose a la creación de la Gran Armenia. No obstante, para 1920, los nacionalistas turcos, liderados por Atatürk, ya habían encendido la mecha de la Guerra de Independencia Turca, y lucharon tenazmente contra los ejércitos franceses, británicos, griegos y armenios, quienes habían ocupado ciertas regiones del país, incluyendo las ganancias de Brest-Litovsk.
Derrotados, los europeos tuvieron que retirarse de la Transcaucasia, y se creó un vacío de poder en la región. Turquía recuperó los territorios ganados en 1918, más algunas ganancias adicionales, en perjuicio de Georgia y Armenia. Azerbaiyán fue ocupada por la Rusia soviética en abril de 1920, y desde allí se lanzaron campañas militares contra Armenia y Georgia, que fueron convertidas en repúblicas socialistas soviéticas.
En el Tratado de Kars, firmado en 1921, la Rusia soviética y Turquía definieron sus fronteras. En dicho tratado, Rusia ratificó la anexión turca de las regiones de la Transcaucasia cedidas previamente en Brest-Litovsk.
Armenia, Azerbaiyán y Georgia fueron administradas colectivamente bajo el nombre de la República Federativa Socialista Soviética de Transcaucasia, entre 1922 y 1936. Posteriormente fueron administradas individualmente, todavía como repúblicas socialistas soviéticas.

#### Ucrania

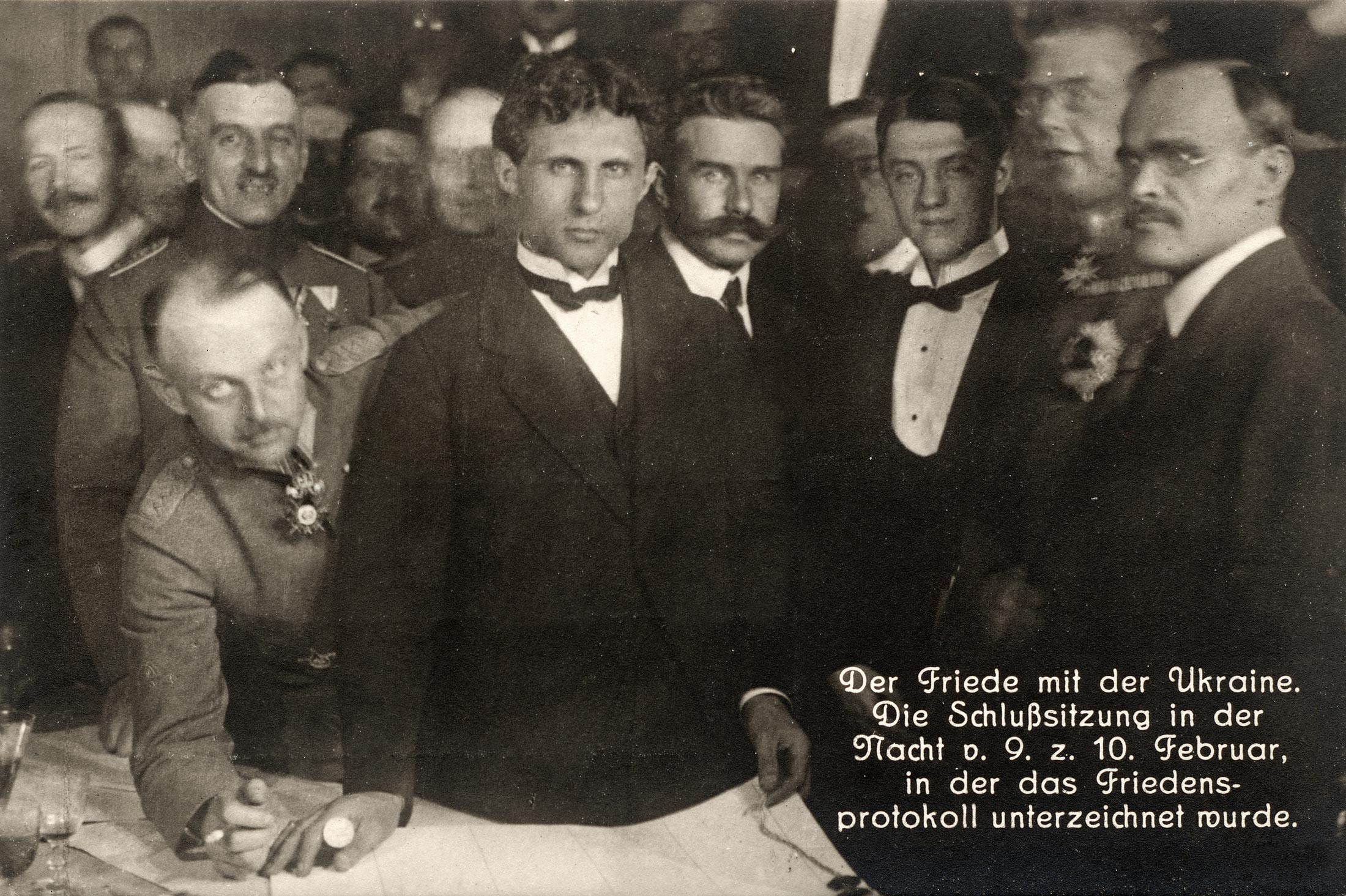
Firma del Tratado de Brest-Litovsk entre los Imperios Centrales y Ucrania, 9 de febrero de 1918.

Tras la Revolución de febrero, se estableció la Rada Central Ucraniana el 17 de marzo de 1917. La Rada inició negociaciones con el Gobierno Provisional Ruso y no tuvo buenas relaciones con los bolcheviques. Cuando estos últimos subieron al poder en la Revolución de octubre, la Rada declaró la autonomía de Ucrania el 22 de noviembre de ese mismo año. Los bolcheviques intentaron entonces tomar el poder, pero al no contar con apoyo popular, proclamaron la República Popular Ucraniana de los Sóviets en Járkov el 25 de diciembre. El 22 de enero de 1918, la Rada proclamó la independencia de Ucrania bajo el nombre de República Popular Ucraniana, y después envió una delegación a Brest-Litovsk para buscar apoyo alemán contra los bolcheviques.
El 9 de febrero, la Rada ucraniana firmó el Tratado de paz con los Imperios Centrales por el que éstos reconocían la soberanía de Ucrania. Ese mismo día, Kiev cayó en manos bolcheviques, pero los alemanes los expulsaron poco después. La ayuda alemana significó la caída de la popularidad de la Rada, y los alemanes se inmiscuyeron cada vez más en la política interna de Ucrania.
El 29 de abril de 1918, los alemanes ejecutaron un golpe de Estado contra la Rada socialista, y colocaron a Pavló Skoropadski en el poder, un período conocido como el Hetmanato. Después del Armisticio de Compiègne, el Hetmanato fue derrotado por el Directorio de Ucrania, ya que Skoropadski perdió el apoyo alemán, y el Ejército Blanco Ruso no fue capaz de evitar su derrota.
El líder del Directorio, el nacionalista Symon Petlyura, tuvo que hacer frente a los ejércitos bolcheviques, que volvieron a invadir Ucrania, esta vez desde Kursk. El 22 de enero de 1919, la República Popular de Ucrania Occidental decidió unirse a la República Popular Ucraniana de Petlyura, mientras se enfrentaba a Polonia, que buscaba anexionarla. Esta unión no cambió el rumbo de la guerra Polaco-Ucraniana, y la Ucrania occidental fue asimilada por Polonia. En febrero, Kiev fue recapturada por los soviéticos.
El Directorio de Ucrania decidió aliarse con Polonia, renunciando a los territorios de la Ucrania occidental, con el objetivo de obtener apoyo militar contra la ofensiva bolchevique. En la Ofensiva de Kiev las fuerzas polacas tomaron Kiev inicialmente, pero después fueron obligadas a retirarse hasta Varsovia (véase Guerra Polaco-Soviética). El gobierno ucraniano, muy debilitado, no pudo mantener las ganancias territoriales por su cuenta y dejó de existir.
Los polacos lograron derrotar a los rusos en el último momento (Batalla de Varsovia), y los expulsaron de sus fronteras actuales. No obstante, ambos bandos, iniciaron negociaciones de paz en agosto de 1920, que llevaron a la firma de la Paz de Riga el 18 de marzo de 1921. Polonia y Rusia se dividieron los territorios ucranianos, aunque los ucranianos mantuvieron cierta autonomía en el lado polaco. Petlyura huyó a París, donde fue asesinado en 1926.
Las fuerzas nacionalistas ucranianas montaron un ejército de guerrillas en Ucrania, llegando a capturar Korosten. Sin embargo, estas fuerzas fueron rodeadas y destruidas por el Ejército Rojo en noviembre de 1921.
El 30 de diciembre de 1922, Ucrania entró a formar parte de la Unión Soviética bajo el nombre de República Soviética de Ucrania, que cambió posteriormente por República Socialista Soviética de Ucrania.
El 24 de agosto de 1991, tras el intento de golpe de Estado en la Unión Soviética, Ucrania declaró su independencia.